# Auguste-Marie-Emile Laure
Auguste-Marie-Emile Laure, francoski général d'arméee armadni general, * 3. junij 1881, Apt, Francija, † 1957, Hyères, Francija.  